# セヴン・アーツ・プロダクションズ
セヴン・アーツ・プロダクションズ（Seven Arts Productions）は、かつて存在したアメリカ合衆国の映画製作会社である。

## 略歴・概要
1957年（昭和32年）、レイ・スタークとエリオット・ハイマンが創業した。同社は、メジャースタジオのために製作することが多く、ユナイテッド・アーティスツのためにつくった『荒馬と女』（1961年）、20世紀フォックスのためにつくった『ジゴ』（1962年）、メトロ・ゴールドウィン・メイヤーのためにつくった『ロリータ』（1962年）、パラマウント映画のためにつくった『パリは燃えているか』などが代表的な作品である。
やがて下請け製作会社から脱却し、投資できる体力と撮影スタジオを持つ映画会社へと転進しようと企図し、多くの企画で、イギリスの伝説的ホラー映画会社ハマー・フィルム・プロダクションと提携作を生んだ。パラマウント映画が配給した『五月の七日間』（1964年）や『のぞき』（1965年）が代表作である。
1967年（昭和42年）7月15日、同社はジャック・ワーナーが保有していたワーナー・ブラザースにおける支配的利権を3,200万ドルで取得し、結果、ワーナーと合併し、「ワーナー・ブラザース＝セヴン・アーツ」となる。

## おもなフィルモグラフィ
- 『荒野の悪魔』The Fiend Who Walked the West：監督ゴードン・ダグラス、1958年
- 『荒馬と女』The Misfits：監督ジョン・ヒューストン、1961年
- 『ジゴ』Gigot：監督ジーン・ケリー、1962年
- 『ロリータ』Lolita：監督スタンリー・キューブリック、1962年
- 『俺は殺られる!』The Small World of Sammy Lee：監督ケン・ヒューズ、1962年
- 『何がジェーンに起ったか?』What Ever Happened to Baby Jane?：監督ロバート・アルドリッチ、1962年
- 『五月の七日間』Seven Days in May：監督ジョン・フランケンハイマー、1964年
- 『滑りこみアウト!』Never Put it in Writing：監督アンドリュー・L・ストーン、1964年
- 『人間の絆』Of Human Bondage：監督ケン・ヒューズ、1964年
- 『虐殺の女王』The Viking Queen：監督ドン・チャフィ、1964年
- 『のぞき』Promise Her Anything：監督アーサー・ヒラー、1965年
- 『白夜の陰獣』Rasputin, the Mad Monk：監督ドン・シャープ、1965年
- 『吸血ゾンビ』The Plague of the Zombies：監督ジョン・ギリング、1965年
- 『パリは燃えているか』Is Paris Burning?：監督ルネ・クレマン、1966年
- 『恐竜100万年』One Million Years B.C.：監督ドン・チャフィ、1966年
- 『姿なき殺人者』Ten Little Indians：監督ジョージ・ポロック、1967年

## 関連事項
- レイ・スターク（en:Ray Stark）
- エリオット・ハイマン（en:Eliot Hyman）
- メジャースタジオ（en:Major film studio）
- ジャック・ワーナー（en:Jack Warner）
- ワーナー・ブラザース＝セヴン・アーツ（en:Warner Bros.-Seven Arts）
- ピーター・ホフマン（en:Peter Hoffman）
- カロルコ・ピクチャーズ（en:Carolco Pictures）
- ドン・シャープ（en:Don Sharp）
- ジョン・ギリング（en:John Gilling）

## 註
1. ↑  Warner Sperling, Cass (Director). (2008). The Brothers Warner (DVD film documentary) Archived 2016年2月17日, at the Wayback Machine.. Warner Sisters, Inc..